# Brookeville
Cet article possède un paronyme, voir Brookville.
Brookeville est une ville située dans le comté de Montgomery, dans l'État du Maryland, à l'est des États-Unis. 

## Histoire
La ville fut baptisée par le premier colon, Richard Thomas, du nom de sa femme, Deborah Brooke.
Elle présente la particularité d'avoir été la « United States Capital for a Day » (« capitale des États-Unis pour une journée ») pendant la guerre de 1812 quand les troupes britanniques ont incendié Washington D.C. et que le président James Madison s'est réfugié à Brookeville le 26 août 1814.